# La Choya
La Choya o La Cholla es una pequeña localidad residencial en el oeste del municipio de Puerto Peñasco en el estado de Sonora, México. Alejado a sólo 5 km del centro de la ciudad de Puerto Peñasco. La localidad está ubicada a la orilla del mar de Cortés en la Bahía La Choya al oeste de la zona hotelera de Puerto Peñasco, la localidad se ubica bajo las coordenadas 31°20′36.87″N 113°38′12.27″O / 31.3435750, -113.6367417. El área contiene principalmente casas que poseyeron ciudadanos estadounidenses jubilados que aprovechan la cercanía de la región a la frontera con Arizona. La zona es un gran e importante desarrollo turístico con una gran extensión de playa, con 139 residentes permanentes pero en periodos vacacionales con más de 5,000 residentes. La localidad y el área fue iniciada por el estadounidense Gustavo Brown el cual en la década de los 60 obtuvo el título de propiedad de lo que actualmente es La Zona Hotelera de Puerto Peñasco (Sandy Beach), de La Choya, de la Bahía La Choya, y el Cerro Prieto, todas estas propiedades a la orilla del mar.
En esta localidad, que en su mayoría está poblada por estadounidenses, se encuentra el Cerro de La Choya o también llamado La Loma. Este cerro es de piedra blanca con un área de arena blanca y tiene una elevación de 100 m s. n. m. También se ubica el Estero La Choya, el cual es una área natural protegida debido a su fauna marítima y aves migratorias.
Entre la localidad y la zona hotelera de la ciudad se está construyendo el primer Home Port de México, el cual será llegada de cruceros importantes internacionales.